# Киралеш (Бистрица-Насауд)
Киралеш (рум. Chiraleș) насеље је у Румунији у округу Бистрица-Насауд у општини Лекинца. Oпштина се налази на надморској висини од 288 m.

## Становништво
Према подацима из 2002. године у насељу је живело 467 становника.

### Попис2002.
| Расподела становништва по националности 2002.‍ | Расподела становништва по националности 2002.‍ | Расподела становништва по националности 2002.‍ | Расподела становништва по националности 2002.‍ | Расподела становништва по националности 2002.‍ |
| --------------------------------------------- | --------------------------------------------- | --------------------------------------------- | --------------------------------------------- | --------------------------------------------- |
|                                               |                                               |                                               |                                               |                                               |
| Румуни                                        | Румуни                                        |                                               | 422                                           | 90,9%                                         |
| Роми                                          | Роми                                          |                                               | 36                                            | 7,8%                                          |
| Немци                                         | Немци                                         |                                               | 6                                             | 1,3%                                          |